# Alì Babà e i quaranta ladroni

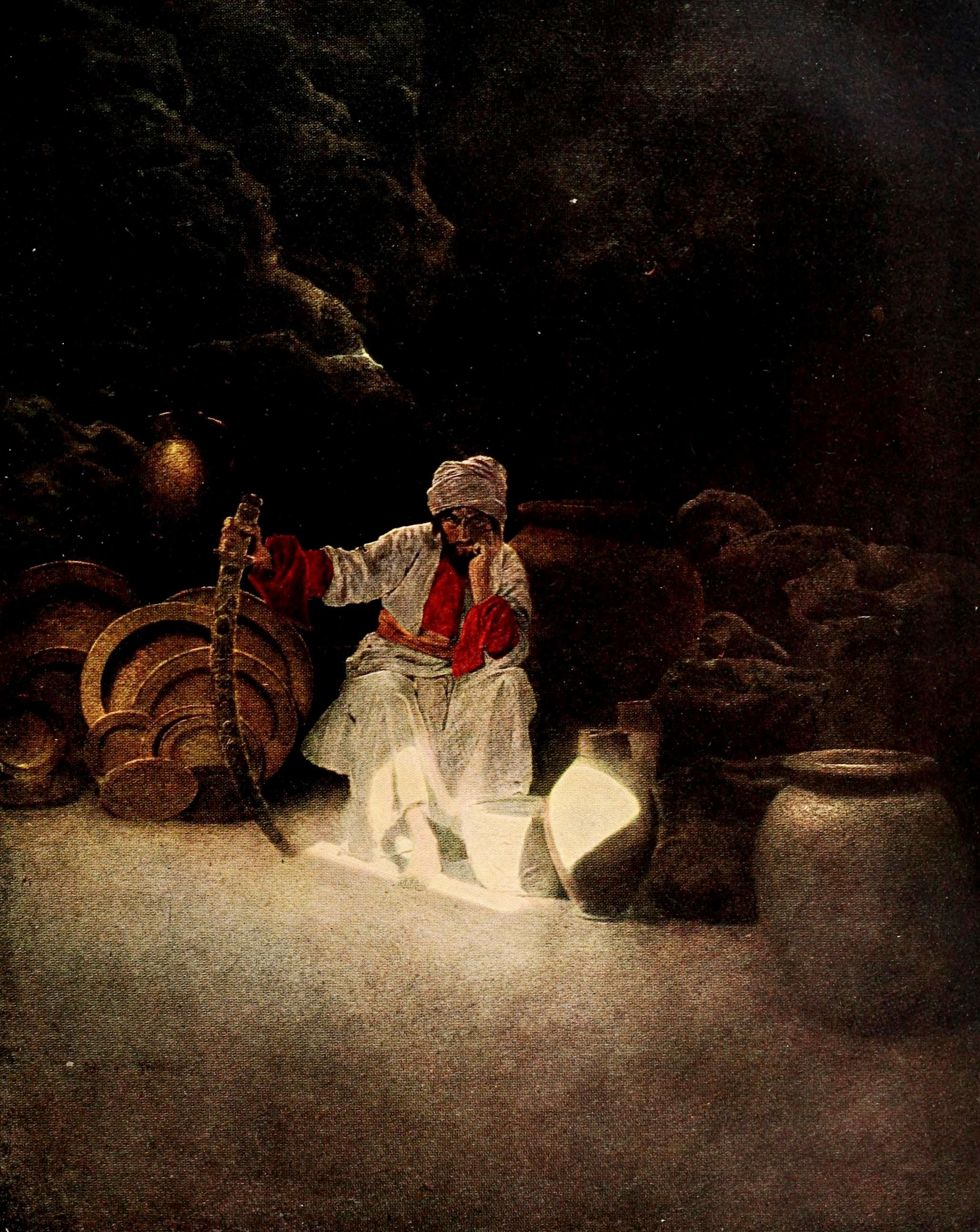
Alì Babà, illustrazione di Maxfield Parrish, del 1909.

Alì Babà e i quaranta ladroni (titolo completo: Storia di Alì Babà e dei quaranta ladroni, sterminati da una schiava) è una storia d'origine persiana. Si tratta di un racconto che in Occidente viene tradizionalmente presentato come facente parte della silloge favolistica in lingua araba che va sotto il nome di Le mille e una notte (Alf layla wa layla), benché vi sia solo stato aggiunto dal suo primo traduttore in francese, come mostrato dai vari manoscritti che sono serviti alla collazione dell'opera.

## Trama
Alì Babà è un taglialegna molto povero che un giorno, mentre lavora in un bosco, sente delle voci. Si nasconde allora sopra un albero, da dove vede ed ascolta il capo di una banda di quaranta ladroni pronunciare una formula magica che permette l'apertura di una roccia che ostruisce l'ingresso di una caverna, rendendola così invisibile dall'esterno: «Apriti sesamo!» (ed anche la formula magica per richiuderla, cioè «Chiuditi sesamo!»). Dopo che i ladroni escono dalla caverna e si allontanano, Alì Babà si avvicina alla grotta, vi entra a sua volta pronunciando la formula magica e scopre degli immensi tesori ammassati al suo interno, prelevando una parte d'oro. Suo fratello Kāsim, che è molto ricco in quanto ha sposato la figlia di un ricco mercante ma non ha mai aiutato economicamente il fratello più povero, è sorpreso dall'improvvisa fortuna di Alì Babà, il quale gli rivela la sua avventura.
Kāsim si reca allora alla caverna, ma rimane turbato dalla vista di tante ricchezze e finisce per dimenticare la formula necessaria per uscire. I banditi, quando tornano nella grotta, lo trovano all'interno, lo uccidono e tagliano a pezzi il suo cadavere. Alì Babà, preoccupato per l'assenza del fratello, si reca alla grotta, ne scopre i resti e li porta presso la sua abitazione. Con l'aiuto dell'abile schiava Morgiāna, Alì Babà riesce a inumare il fratello senza attirare l'attenzione dei vicini.
I banditi intanto non trovano più il cadavere nella caverna, quindi capiscono che qualcun altro ha scoperto il loro segreto. Finiscono dunque per trovare l'abitazione di Alì Babà ed il loro capo si spaccia per un mercante d'olio che chiede ospitalità, venendo accompagnato da un convoglio di muli carichi di quaranta giare. Una di esse, quella che il capo dei ladroni apre, è piena in effetti di olio, ma ciascuna delle restanti trentanove nasconde uno dei banditi, i quali hanno pensato di aspettare la notte per uccidere Alì Babà mentre dorme. Morgiāna tuttavia scopre il loro piano e uccide i banditi nascosti nelle giare, versando olio bollente in ognuna di esse; la schiava inizia poi a danzare e, avvicinatasi al capo dei ladroni, lo uccide con un pugnale. Quando Alì Babà si sveglia, Morgiāna gli spiega cosa è successo e lui, riconoscente per avergli salvato la vita, la dà in moglie al suo figlio primogenito.

## Adattamenti
- La storia è stata portata sugli schermi nel 1944 da Arthur Lubin, nel 1954 da Jacques Becker, con Fernandel e, nell'anno 2007 da Pierre Aknine, con Gérard Jugnot nel ruolo di Alì Babà.
- Sono stati realizzati anche diversi film d'animazione basati sulla fiaba, tra cui il giapponese Ali Babà e i 40 ladroni (1971) e due film italiani intitolati entrambi Alì Babà, il primo del 1970 e il secondo del 1996.
- Il lungometraggio della Walt Disney Pictures Aladdin e il re dei ladri contiene due riferimenti al racconto.
- Dalla fiaba è tratto anche un episodio della serie animata francese Le mille e una notte.
- Una commedia musicale intitolata Les mille et une vies d'Ali Baba, è stata prodotta dal produttore Jean-Claude Camus allo Zénith a Parigi a partire dall'estate del 2000 fino a ottobre dello stesso anno, così come un album della tournée, Ali Baba, è uscito sotto 23 titoli dove figurano cantanti come Sonia Lacen e Sébastien Lorca.
- Ali Baba è diventato uno dei sei o sette temi della commedia musicale di Natale in Inghilterra, la "Pantomima inglese". Tutti gli anni sono presentate decine di versioni.
- Nel libro La storia di Alì Babà, la fiaba è stata riadattata dalla scrittrice Virginia Galante Garrone e illustrata dalle tavole del pittore Francesco Tabusso.
- La storia di Alì Babà è il tema del brano Apriti sesamo, pubblicato come decima traccia dell'omonimo album del cantautore siciliano Franco Battiato (2012).
- Alì Babà è il titolo di un brano dello Zecchino d'Oro 1972.
- Diversi videogiochi sono vagamente ispirati alla fiaba, tra cui Ali Baba and the Forty Thieves (1981) e Ali Baba and 40 Thieves (1982)[2].